# فريتز بوك
فريتز بوك (بالألمانية: Fritz Bock)‏ هو سياسي نمساوي، ولد في 26 فبراير 1911 بفيينا في النمسا، وتوفي بنفس المكان في 12 ديسمبر 1993. حزبياً، نشط في حزب الشعب النمساوي. وقد انتخب عضو المجلس الوطني للنمسا.

## روابط خارجية
- فريتز بوك على موقع مونزينجر (الألمانية)